# Parafia św. Brata Alberta Chmielowskiego w Zgłobicach
Parafia św. Brata Alberta Chmielowskiego w Zgłobicach – parafia rzymskokatolicka z siedzibą w Zgłobicach, znajdująca się w diecezji tarnowskiej, w dekanacie Tarnów Zachód.

## Historia
Parafia Świętego Brata Alberta Chmielowskiego powstała w 1989 roku na terenie wydzielonym z parafii Podwyższenia Krzyża Świętego w Zbylitowskiej Górze. Obszar, na którym znajduje się parafia, to: Zgłobice i Koszyce Małe. Parafia powstała z woli mieszkańców miejscowości, dlatego 4 grudnia 1986 r. zostało wysłane pismo do Urzędu Wojewódzkiego w Tarnowie w tejże sprawie. 23 sierpnia 1989 r. Kuria Diecezjalna wydała dekret erygujący w budynku remizy strażackiej tymczasową kaplicę w rektoracie Zgłobice w parafii Zbylitowska Góra w dekanacie Tarnów-Zachód. 2 października 1989 r. o godzinie 17.00  odbyła się pierwsza msza św. w tymczasowej kaplicy, którą celebrował ks. prałat Jan Rec - dziekan dekanatu Tarnów-Zachód, wraz z ks. Zygmuntem Warzechą i ks. Stanisławem Gibałą. Pierwszym proboszczem został ks. Zygmunt Warzecha. W 1990 roku zaczęto budowę plebanii i kościoła. Projekt architektoniczny kościoła przygotował Otto Schier wraz córką Lilianą. W czerwcu 1991 roku zostały przywiezione relikwie św. Brata Alberta z kościoła "Ecce Homo" w Krakowie. 
1 lutego 1993 roku biskup nominował ks. Ryszarda Radonia drugim proboszczem parafii. W tym samym roku we wrześniu księża przeprowadzili się na plebanię. W 1994 ks. bp Piotr Bednarczyk poświęcił plebanię. 3 września 1995 roku ks. bp prof. Józef Życiński wmurował kamień węgielny w mury budowanego kościoła. Kamień poświęcił papież Jan Paweł II dnia 26 maja 1991 r. 23 czerwca 1996 roku zostały poświęcone dzwony przez ks. bpa Józefa Gucwę. W 1997 roku w Święta Bożego Narodzenia nastąpiło uroczyste otwarcie kościoła podczas pasterskiej mszy św. 11 grudnia 2005 roku ks. bp Wiktor Skworc poświęcił kościół i dokonał konsekracji ołtarza. 
20 sierpnia 2006 roku ks. Andrzej Mikulski został trzecim proboszczem parafii. 3 września 2007 roku zostały zakupione nowe organy holenderskiej firmy Johannus Opus 25. W 2008 na plebanii zostały wymienione okna, a budynek został ocieplony. 31 maja 2008 roku - rodak ze Zgłobic - diakon Michał Dąbrówka przyjął święcenia kapłańskie. 1 czerwca odprawił pierwszą mszę św. prymicyjną w kościele parafialnym. 11 kwietnia 2009 roku. kościół wzbogacił się o nowa chrzcielnicę.
Parafia posiada jedną parcelę nr 262/4 o powierzchni 4800 m², tj. 0,48 ha, na której zostały wybudowany kościół i plebania z częścią katechetyczną. Parcela ta została wpisana w księgę wieczystą 24 maja 1990 roku.

## Proboszczowie
- ks. mgr Zygmunt Warzecha, RM (12.12.1989 – 01.02.1993)
- ks. lic. Ryszard Radoń, RM (01.02.1993 – 20.08.2006)
- ks. mgr Andrzej Mikulski (20.08.2006 – 14.08. 2021)
- ks. mgr Piotr Michniak (od 14.08.2021)[4].

## Grupy religijne
W parafii funkcjonuje sześć grup religijnych. Są to:
- Liturgiczna Służba Ołtarza[5]
- Dziewczęca Służba Maryjna[6]
- Młodzieżowa Grupa Apostolska[7]
- Róże Różańcowe[8]
- Schola parafialna[9]

## Ośrodek Wsparcia Dziennego
Ośrodek Wsparcia Dziennego przy parafii Świętego Brata Alberta w Zgłobicach działa od 1 grudnia 2003 roku. Czas pracy placówki dostosowano do potrzeb dzieci i rodziny. Przez godzinę pobytu dzieci odrabiają zadania i uczą się. Później uczestniczą w organizowanych przez wychowawców zajęciach grupowych. Działalność Ośrodka Wsparcia Dziennego polega na realizacji zadań zawartych w Regulaminie i Rocznym Planie Pracy a w szczególności: pomoc dziecku w pokonywaniu trudności w nauce i uzyskaniu promocji do klasy wyższej, rozwijanie zainteresowań i uzdolnień, wdrażanie do przestrzegania zasad współżycia społecznego, kształtowanie właściwego stosunku i motywacji do nauki i pracy, podnoszenie kultury osobistej eliminowanie agresji oraz innych negatywnych zachowań, współpraca z rodziną, pomoc w rozwiązywaniu problemów wychowawczych, spotkania z rodzicami, zapewnienie ciepłego posiłku, organizowanie wyjazdu wakacyjnego, przygotowywanie dla dzieci drobnych prezentów.